# 1837 dans les chemins de fer
Chronologie des chemins de fer
1836 dans les chemins de fer - 1837 - 1838 dans les chemins de fer

## Évènements

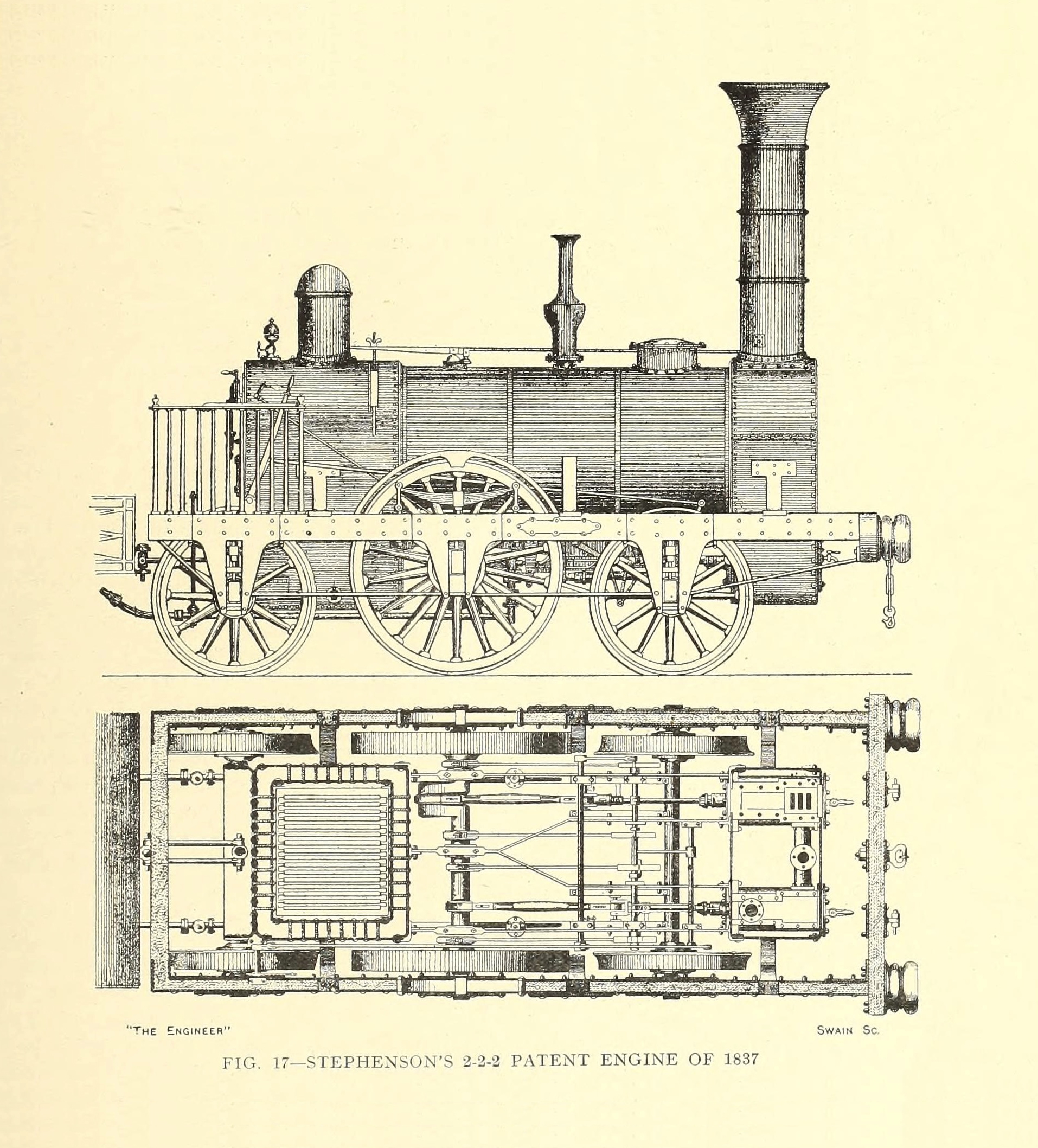
Locomotive Stephenson brevetée en 1837.

- Première ligne de chemin de fer Leipzig - Dresde.
- Premier chemin de fer en Russie destiné aux passagers entre Saint-Pétersbourg et Tsarskoïe Selo[1] (26 km).
- Construction de la ligne de chemin de fer Vienne-Bohumin (fin en 1847).

### Juillet
- 19 juillet.  France :   création de la Compagnie du chemin de fer de Mulhouse à Thann.

### Août
- 24 août.  France :   inauguration de la ligne de Paris à Saint-Germain-en-Laye (limitée au Pecq) par la reine Marie-Amélie, épouse du roi Louis-Philippe (18 km).
- 25 août.  France :   ordonnance du Roi portant autorisation de la Compagnie du chemin de fer de Paris, Meudon, Sèvres et Versailles (RG).
- 26 août :
  - ouverture de la ligne de chemin de fer de Paris à Saint-Germain-en-Laye. La gare se trouve rue de Londres et le trajet dure une demi-heure;
  - inauguration de la voie ferrée reliant l’embarcadère de Tivoli (gare Saint-Lazare) à l’embarcadère du Pecq (18 kilomètres).
- 22 août, Mexique : le gouvernement du général Bustamante octroie une concession à Francisco Arrillaga pour la construction de la ligne de chemin de fer Vera Cruz-Mexico[2].

### Novembre
- 10 novembre.  Cuba :   inauguration de la ligne La Havane-Güines, première ligne de chemin de fer à Cuba et dans l'empire espagnol.
- 21 novembre.  France :   ordonnance du Roi portant autorisation de la Société anonyme du chemin de fer de Paris à Saint-Cloud et Versailles (RD).

## Naissances
- x

## Décès
- x